# Dupond et Dupont
Vous lisez un « bon article » labellisé en 2023.
Pour les articles homonymes, voir Dupont ou Dupond.
Dupond et Dupont, parfois appelés les Dupondt, sont des personnages de fiction des Aventures de Tintin de Hergé, présents dans 20 des 24 albums de la série, le plus souvent dans un rôle secondaire.
Parfois présentés comme membres de la Sûreté ou de la police judiciaire, ces deux détectives sont indissociables. Physiquement semblables en tous points, ils partagent également les mêmes traits de caractères mais ne sont a priori pas jumeaux, comme le suggère la différence d'orthographe de leur patronyme. Toujours vêtus d'un costume noir, d'une cravate et d'un chapeau melon de la même couleur, les Dupondt ne se déplacent pas sans leur canne et portent fièrement la moustache, qui est le seul moyen de les distinguer physiquement.
Apparus pour la première fois à la fin de l'année 1932 lors de la publication dans Le Petit Vingtième des Cigares du pharaon, ils sont pourtant présents dès la première vignette de Tintin au Congo après qu'Hergé les y intègre lors de la mise en couleur de cette aventure en 1946. Dans leur version originale en noir et blanc, les deux policiers sont d'abord appelés X33 et X33bis, et ce n'est qu'à partir du Sceptre d'Ottokar qu'ils prennent leur nom définitif.
Ces deux personnages sont l'un des principaux ressorts comiques des aventures de Tintin. Leur maladresse est légendaire et chacune de leurs apparitions est ponctuée de glissades, de chutes, de collisions ou autres accidents. Leurs chapeaux, auxquels ils vouent un certain fétichisme, subissent de nombreux désagréments. Dupond et Dupont cultivent l'art de se couvrir de ridicule, en revêtant notamment toute une série de costumes folkloriques par lesquels ils cherchent à respecter le principe de discrétion qu'exige leur fonction, mais n'obtiennent que l'effet inverse. Souvent effrayés d'un rien, et peu cultivés, les Dupondt s'en tiennent toujours aux apparences. Ils multiplient les fausses pistes et laissent courir les vrais coupables, comme dans les premières aventures où ils n'ont de cesse de poursuivre Tintin qu'ils accusent sur de simples apparences. Par ailleurs, ils se distinguent des autres personnages de la série par un dérèglement prononcé du langage, multipliant les lapsus et les confusions. Leur expression favorite, « Je dirais même plus… », est à l'image de leur propre inutilité, puisque celui qui prétend ajouter de l'information se contente de redire, moins bien, ce qu'a proféré l'autre.
En plus de leur présence dans Les Aventures de Tintin, les Dupondt sont les héros d'un feuilleton écrit par Paul Kinnet et illustré par Hergé, publié en 1943 dans Le Soir sous le titre Dupont et Dupond détectives.

## Les personnages dans la série

### Biographie fictive
Les Aventures de Tintin apportent peu d'informations sur le passé des Dupondt, puisque même leur prénom est inconnu. Ils ont effectué leur service militaire dans le génie avant de devenir détectives diplômés. Ils sont tour à tour présentés comme membres de la Sûreté (dans L'Île noire) ou de la Police judiciaire (dans Le Sceptre d'Ottokar).

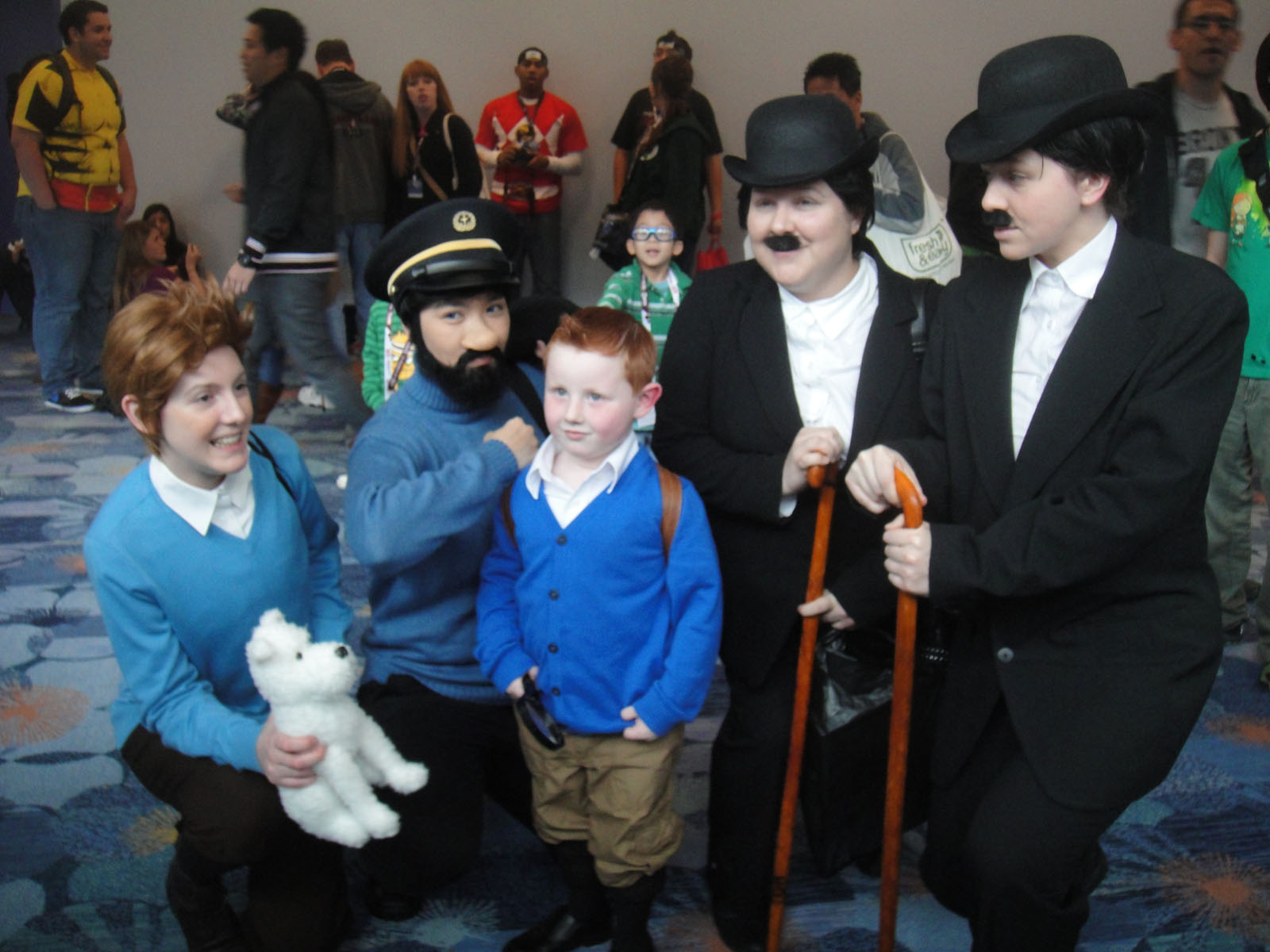
Cosplays des personnages de la série, avec à droite les Dupondt.

Dupond et Dupont sont physiquement semblables en tous points, excepté la forme de leur moustache, qu'ils affirment d'ailleurs porter depuis leur plus tendre enfance : celle de Dupond est taillée droite tandis que celle de Dupont est recourbée vers l'extérieur,. Les deux policiers portent les mêmes vêtements, un costume noir, une cravate et un chapeau melon de la même couleur, le tout par-dessus une chemise blanche. Ils ne se déplacent jamais sans leur canne. Leur ressemblance est d'autant plus troublante qu'ils ne peuvent être considérés comme frères, dans la mesure où la graphie de leur nom diffère.

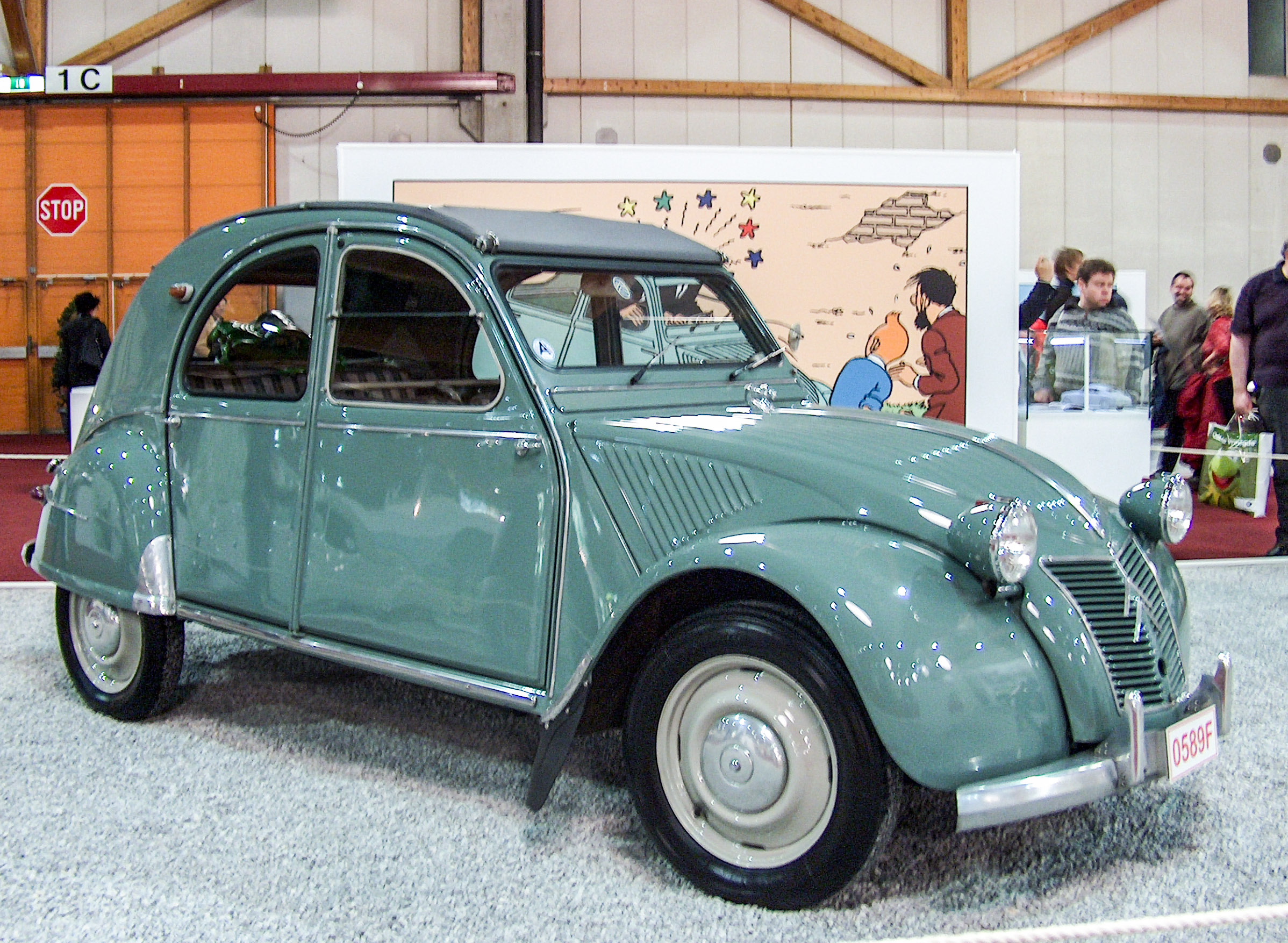
La 2 CV des Dupondt.

Les Dupondt forment néanmoins un duo inséparable et habitent le même appartement. Dans Tintin au pays de l'or noir, ils possèdent une Citroën 5 HP puis circulent à bord d'une Jeep Willys dans le désert. À partir de L'Affaire Tournesol, ils se déplacent à bord d'une Citroën 2 CV. C'est toujours Dupond qui conduit.
De même que leur physique est semblable, il est impossible de distinguer les traits de leurs deux personnalités. Les Dupondt ne sont pas des intellectuels et les références culturelles qu'ils évoquent n'ont pas l'effet attendu. Par ailleurs, ils sont tous deux très peureux et peuvent s'effrayer d'un rien. Leur maladresse est légendaire, de même que leurs dysfonctionnements verbaux. Ils accumulent en effet les chutes, les chocs et les glissades, tout autant que les répétitions, les lapsus et les contrepèteries.
Les Dupondt ne s'engagent jamais affectivement. Bien qu'ils connaissent Tintin depuis longtemps, ils ne le tutoient qu'une seule fois, dans Le Lotus bleu. En revanche, ils suscitent l'agressivité du capitaine Haddock, qui oscille à leur égard entre le simple agacement ou l'hostilité furieuse.

### Apparitions dans les albums
Dupond et Dupont apparaissent dans 20 des 24 albums des Aventures de Tintin, ce qui en fait les personnages les plus fréquents dans la série après Tintin et Milou. Ils tiennent parfois un rôle secondaire, comme dans Tintin au Congo et L'Étoile mystérieuse, où ils n'apparaissent que dans une case, si bien qu'en nombre de vignettes, ils sont moins présents dans la série que le capitaine Haddock et le professeur Tournesol.
Les Dupondt ne sont absents que de Tintin au pays des Soviets, Tintin en Amérique, Tintin au Tibet et Vol 714 pour Sydney.

#### Deux «naissances»
Les Dupondt apparaissent pour la première fois le 29 décembre 1932, lors de la publication dans Le Petit Vingtième de la huitième planche des Cigares du pharaon, quatrième aventure de la série,. Ils sont pourtant présents dès la première vignette de Tintin au Congo, mais ce n'est que lors de la mise en couleur de cette aventure qu'Hergé les intègre au dessin, en lieu et place des deux employés de chemin de fer qui, dans la version originale, assistaient au départ de Tintin. À ce stade, ils ne connaissent pas encore le héros de la série, puisque Dupont dit à son collègue : « Il paraît que c'est un jeune reporter qui part pour l'Afrique ».
La première rencontre entre le jeune reporter et les deux policiers se fait donc dans Les Cigares du pharaon quand ces derniers, alors appelés X33 et X33bis dans la première version en noir et blanc, viennent l'arrêter dans sa cabine à bord du paquebot qui les conduit vers l'Égypte. Ce n'est qu'à partir du Sceptre d'Ottokar, le huitième album de la série, qu'ils prennent leur nom définitif : bien que présents dans les aventures précédentes, ils n'y sont pas nommés mais seulement désignés par des périphrases. C'est Tintin qui, le premier, révèle leur identité en les présentant au professeur Nestor Halambique : « Messieurs Dupont et Dupond, de la police judiciaire ».

#### À la poursuite de Tintin
Dans les premiers albums, à l'exception de L'Oreille cassée où ils n'apparaissent que brièvement, Dupond et Dupont passent leur temps à poursuivre Tintin. Dans Les Cigares du pharaon, ils sont dupés par un coup monté qui les persuade que le héros est un trafiquant de drogue. Dès lors, ils n'ont qu'un objectif : mettre la main sur lui, allant jusqu'à le sauver d'une exécution pour pouvoir l'arrêter eux-mêmes. La ruse de Tintin lui permet de leur échapper, et ce n'est qu'à la fin de l'aventure que les deux policiers reconnaissent leur erreur et lui présentent des excuses.
La même situation se reproduit dans Le Lotus bleu : répondant aux ordres de Dawson, les Dupondt doivent arrêter Tintin qui leur échappe grâce à l'aide de Tchang, et finissent par s'excuser de leur méprise. Dans L'Île noire, alors qu'ils enquêtent sur le mystérieux avion non immatriculé dont les occupants ont tiré sur Tintin, c'est de nouveau après lui qu'ils se lancent avant de comprendre leur erreur et de collaborer à l'arrestation des faux-monnayeurs.

#### Des enquêteurs maladroits
Leur rôle évolue dans Le Sceptre d'Ottokar, un album dans lequel ils tiennent une place centrale. Présents du début à la fin de l'aventure, ils sont chargés de rechercher le sceptre disparu et ne cessent de se ridiculiser. C'est toutefois leur maladresse qui permet à Tintin de comprendre comment le vol du sceptre a pu se commettre. Dans Le Crabe aux pinces d'or, ils suivent la piste de faux-monnayeurs, mais ce sont finalement les effets retrouvés sur le corps d'un noyé qui les mènent jusqu'à Bagghar où ils retrouvent Tintin et réussissent avec lui à démanteler une bande de trafiquants d'opium. Dans Le Secret de La Licorne, ils enquêtent sur des pickpockets dont ils sont les premières et principales victimes, avant de recevoir l'ordre d'appréhender les frères Loiseau, antiquaires à Moulinsart. Dans l'aventure suivante, Le Trésor de Rackham le Rouge, ils suivent les préparatifs de l'expédition du Sirius, avant d'en assurer la protection.
Une nouvelle enquête leur est confiée dans Les Sept Boules de cristal : élucider la mystérieuse léthargie qui frappe les membres de l'expédition Sanders-Hardmuth. Cette enquête les conduit jusqu'au Pérou dans Le Temple du Soleil, mais ils ne suivent qu'à distance la recherche puis la libération du professeur Tournesol, en essayant tant bien que mal de pratiquer la radiesthésie pour le localiser.
Dans Tintin au pays de l'or noir, ils tentent de percer le mystère de l'essence frelatée. D'abord embauchés par l'entreprise Simoun, puis sur le Speedol Star, ils retrouvent Tintin au Khemed et sont encore une fois spectateurs dans l'arrestation du docteur Müller. À la fin de l'aventure, les Dupondt absorbent par erreur un extrait de N14, l'additif utilisé pour faire exploser l'essence, qu'ils confondent avec un comprimé d'aspirine. Cela entraine une perturbation de leur système capillaire : cheveux et moustaches poussent inlassablement, tout en changeant de couleurs. Ils seront victime d'une rechute à bord de la fusée lunaire, dans l'aventure suivante.

#### Missions de protection et apparitions furtives

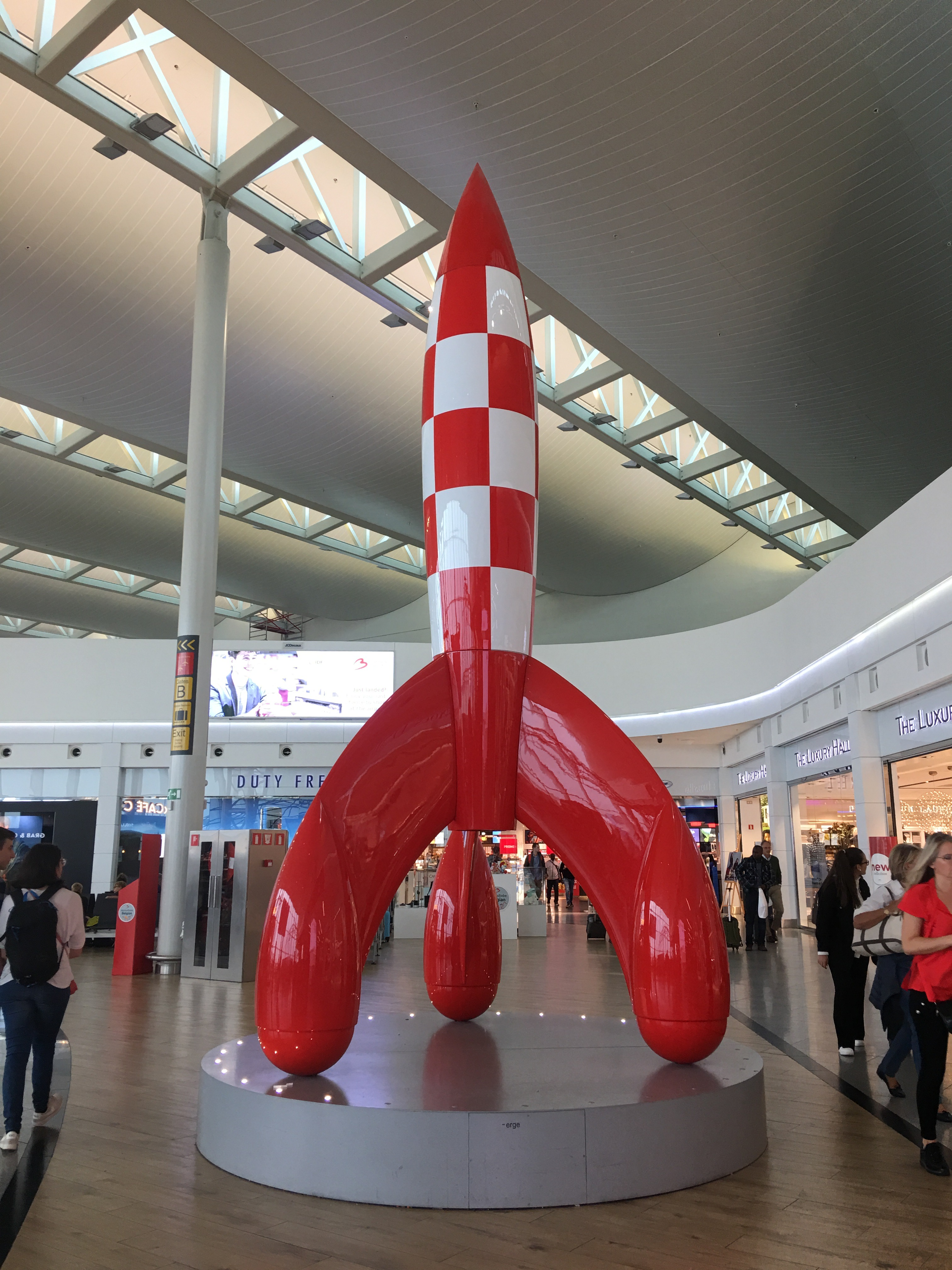
La fusée lunaire (à l'aéroport de Bruxelles).

Les Dupondt délaissent peu à peu leur rôle d'enquêteurs pour se consacrer à des missions de protection et de surveillance. C'est ainsi qu'ils sont chargés de veiller sur leurs compatriotes au Centre de recherches atomiques de Sbrodj en Syldavie dans Objectif Lune. Ayant mal compris l'heure de décollage de la fusée, ils s'embarquent malgré eux avec Tintin dans le voyage lunaire, où leur présence est aussi peu efficace qu'au Centre de recherches de Sbrodj car leur vigilance est plusieurs fois mise en défaut.
Dans L'Affaire Tournesol et Coke en stock, Dupond et Dupont ne jouent qu'un rôle secondaire, d'abord dans l'enquête sur le verre brisé, puis à la recherche d'informations sur le marchand d'avions Dawson et ses fréquentations. Dans les dernières aventures de la série, les deux détectives gravitent autour de Bianca Castafiore. Chargés de veiller sur les bijoux de la cantatrice, ils accusent à tort les Roms qui campaient dans le parc du château du vol de son émeraude, et ne reconnaissent leur erreur que lorsque Tintin retrouve le joyau dans le nid d'une pie. C'est de nouveau pour surveiller les bijoux de la Castafiore qu'ils l'accompagnent au San Theodoros dans Tintin et les Picaros. Arrêtés en même temps qu'elle pour un prétendu complot contre le général Tapioca, ils sont condamnés à mort et n'échappent à la peine capitale que de justesse, après l'intervention de dernière minute de Tintin.

### Sources d'inspiration
Dans ses entretiens avec Numa Sadoul, Hergé reconnaît que les Dupondt ressemblent à son père et son oncle, Alexis et Léon Remi, même s'il affirme n'y avoir pas songé au moment de créer les deux détectives. Jumeaux inséparables, Alexis et Léon ne se distinguaient que par leur caractère. Ils s'habillaient de façon identique et quand l'un achetait un accessoire ou décidait de porter la moustache, l'autre faisait de même. Pour les biographes d'Hergé, cette image paternelle a donc, de façon plus ou moins consciente, inspiré l'auteur,. Une fois la notoriété de Tintin acquise, les passants qui croisaient Alexis et Léon Remi, se promenant avec chapeau melon et canne ou parapluie à la main, disaient d'eux qu'ils « faisaient les Dupondt ».
Mais les inspirations des Dupondt sont multiples et la création de leurs personnages se rattache à de nombreuses références. Leur tenue vestimentaire rappelle celle des agents de la Sûreté, tels qu'ils sont photographiés en 1919 lors de l'arrestation de l'anarchiste Émile Cottin et diffusés en une de l'hebdomadaire Le Miroir. Ils rappellent également le duo comique Laurel et Hardy, notamment pour les chapeaux melons qu'ils portent, mais surtout par le caractère burlesque des situations qu'ils rencontrent dans chaque aventure. Le sémiologue Pierre Fresnault-Deruelle rapproche le caractère des Dupondt de « l'idiotie archétypale » de Bouvard et Pécuchet, les héros de Gustave Flaubert. De même, les Dupondt présentent des similitudes avec les personnages de Craig et Fry, deux détectives des Tribulations d'un Chinois en Chine, un roman de Jules Verne paru en 1879,.
L'essayiste Jean-Marie Apostolidès relève des similitudes avec des personnages créés par Hergé avant l'apparition des Dupondt. C'est le cas dans Tintin en Amérique de deux policiers chicagolais, dans le cadre d'un accident souvent reproduit par la suite. Dans ce même album, le détective privé Mike Mac Adam est incapable de retrouver Milou après son enlèvement, et son attitude semble annoncer l'incompétence et la vantardise des Dupondt. Par ailleurs, la moustache des Dupondt est identique à celle de l'Agent 15, un policier bruxellois mis en scène par Hergé dans une autre de ses séries, Quick et Flupke, débutée deux ans avant l'apparition des deux détectives dans Les Cigares du pharaon.

Inspirations possibles des Dupondt.
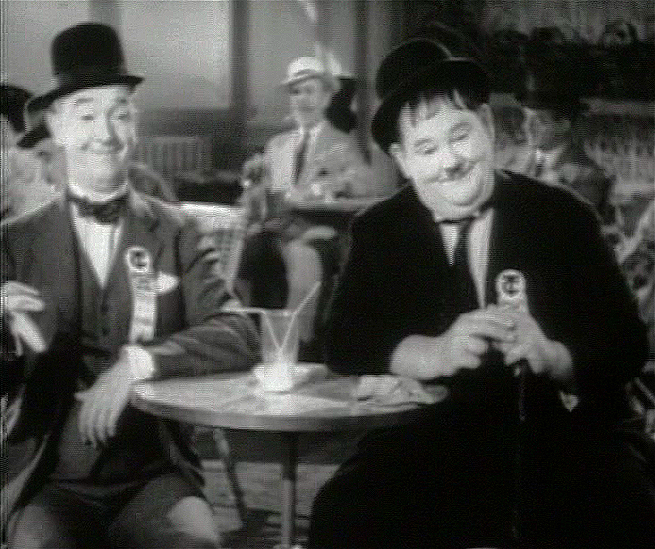
Les comédiens Laurel et Hardy.
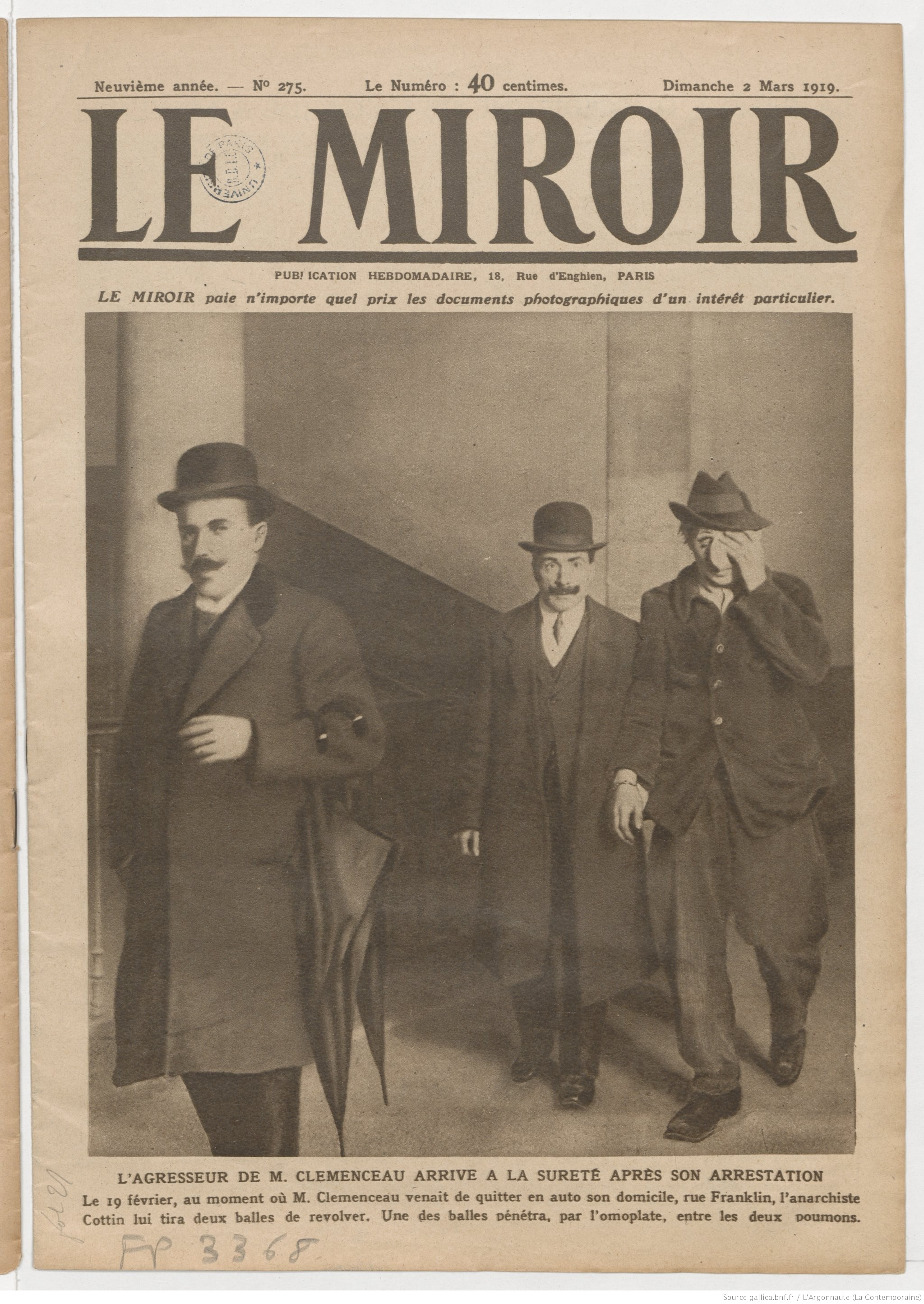
Agents de la Sûreté, en 1919.
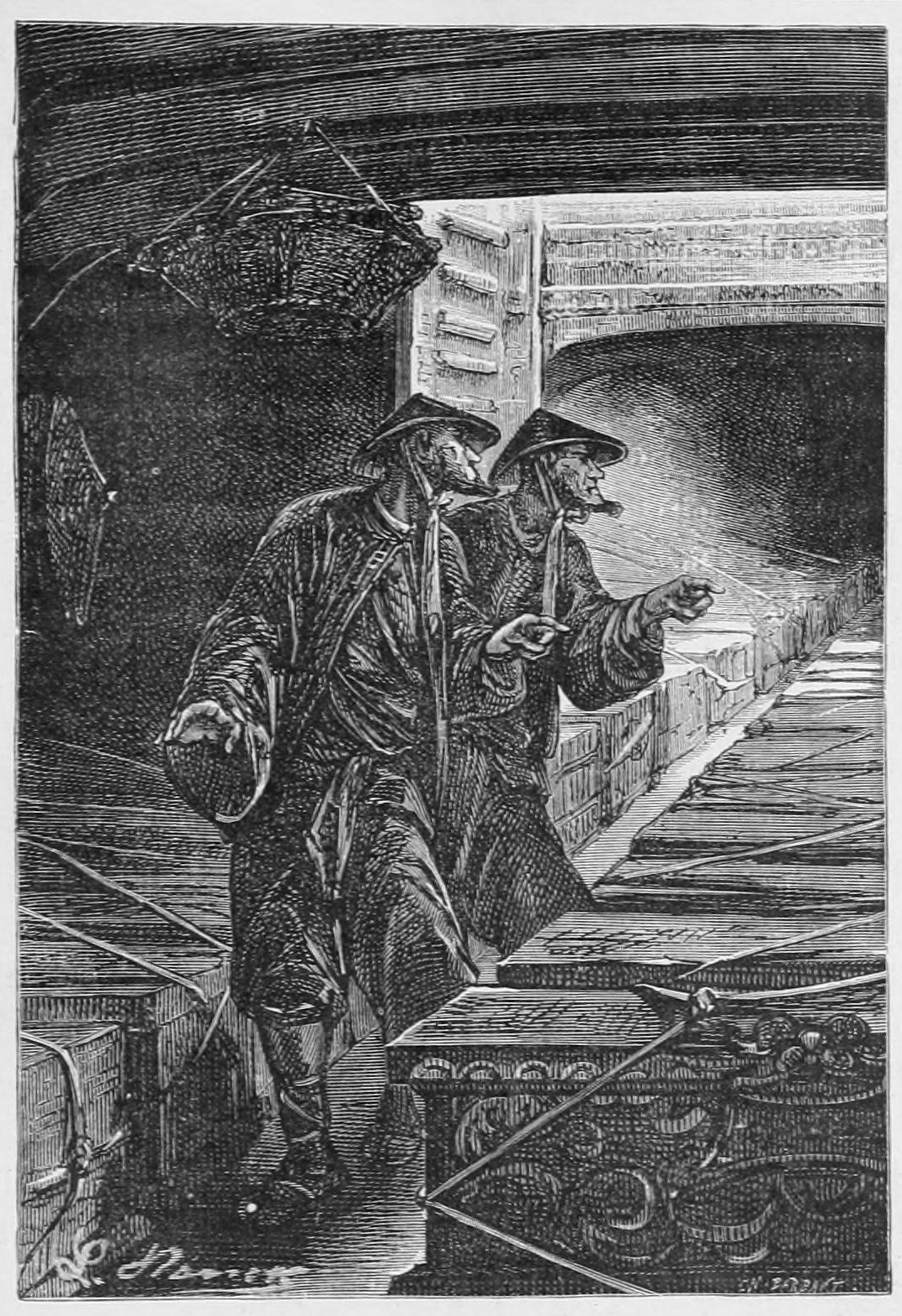
Craig et Fry, personnages de Jules Verne.

## Analyse

### Les Dupondt comme élément structurant du récit
« À l'instar de Flaubert, Hergé, fasciné par la bêtise, invente les Dupondt. Parfaitement inutiles du point de vue de la logique du récit, les deux sombres flics […] sont devenus pourtant d'indispensables personnages… tant il est vrai que raconter une histoire revient à savoir faire mine de s'écarter du sujet ! »

— Pierre Fresnault-Deruelle, Hergé ou La profondeur des images plates.
Avec l'apparition des Dupondt dans la première version des Cigares du pharaon, Hergé introduit un premier élément comique dans sa série, mais plusieurs spécialistes de son œuvre soulignent également l'importance des deux détectives sur le plan narratif. À la manière d'un auteur de roman à suspense, Hergé cherche à introduire des intermédiaires entre le héros et le moment de la résolution de son enquête. « Redondants et totalement improductifs », les Dupondt sont avant tout des obstacles qui font dévier le héros de son objectif et diffèrent d'autant plus le dénouement de l'intrigue, ce que résume Pierre-Yves Bourdil : « Quand Hergé est en verve, il multiplie les interventions des policiers ; quand il veut faire progresser l'intrigue, il les met de côté ».
Par ailleurs, les Dupondt ne subissent aucune transformation tout au long de la série, comme le souligne Jean-Marie Apostolidès : « L'histoire n'a pas de prise sur eux, ni l'expérience ; elle ne leur apprend rien et ne les transforme pas comme les autres personnages de la série ». À tout moment, « ils incarnent l'ordre dans ce qu'il a de plus stupide et de plus rigide », si bien qu'ils jalonnent les Aventures de Tintin en représentant « les premiers interdits de [l']éducation ». L'essayiste remarque également que « la fixation constante des Dupondt sur l'apparence, et les erreurs grossières qu'elle entraîne, constituent avec la lutte du Bien et du Mal la dynamique de base de l'univers primitif » de la série.

### Les Dupondt comme ressort comique desAventures
« Au cirque, les enfants attendent impatiemment l'entrée des clowns ; de même, dans les albums de Tintin, ils adorent les deux Dupondt. »

— Jean-Marie Apostolidès, Les Métamorphoses de Tintin.

#### La maladresse
À chacune de leur apparition, les Dupondt sont victimes de glissades, de chutes, de chocs, de collisions ou d'accidents divers,. Comme d'autres personnages, ils font le plus souvent rire à leurs dépens et constituent l'un des principaux ressorts comiques des aventures dessinées par Hergé. L'historien Jean-Marc Berlière constate qu'Hergé s'inscrit dans une longue tradition populaire et littéraire qui consiste à tourner en ridicule la fonction de policier.
L'accident est un trait de leur personnalité, dont ils ne peuvent se défaire. Par exemple, dans Le Sceptre d'Ottokar, les deux détectives, pleins d'assurance, tentent d'expliquer le vol du sceptre en envoyant un bâton à travers une fenêtre grillagée. C'est d'abord Dupont qui échoue et qui finit par envoyer le morceau de bois dans la tête de son collègue qui le traite alors de maladroit. Pour autant, Dupond ne se dissocie pas de l'hypothèse de son double et entend prouver qu'elle est plausible. Il échoue de même, et c'est Dupont qui reçoit cette fois le bâton dans le visage. Dans Les Bijoux de la Castafiore, en voulant éviter la chute d'une branche, ils courent en fait vers une catastrophe plus grande, puisque les deux policiers se cognent chacun dans un tronc d'arbre.
Un autre exemple du comique de répétition qui les affecte réside dans les malheurs que subissent leurs chapeaux, auxquels ils vouent par ailleurs un certain fétichisme, et qui finissent le plus souvent écrasés.

#### Entrées en scène et déguisements
Selon Cyril Mozgovine, « les Dupondt ont une façon tout à fait particulière de surgir pour ainsi dire du néant, en enfreignant toutes les règles de l'espace-temps ». À titre d'exemple, leurs déplacements à travers la planète dans Le Temple du Soleil, quand ils tentent de retrouver le professeur Tournesol par la radiesthésie, défient toute logique.
De manière générale, leurs entrées en scène ont un caractère spectaculaire et inattendu, ce que Milou résume par la formule « Entrée sensationnelle des Dupondt Brothers ! » dans Objectif Lune. L'une de leurs spécialités est le déguisement, qu'ils utilisent dans l'intention de passer inaperçus parmi la population locale, comme l'exige leur métier. Pour autant, c'est l'effet inverse qui se produit car les costumes folkloriques qu'ils revêtent ne font qu'attirer sur eux l'attention. Ils finissent par se couvrir de ridicule, en utilisant des costumes traditionnels comme dans Le Lotus bleu, Les Cigares du pharaon, Le Sceptre d'Ottokar, Le Crabe aux pinces d'or ou L'Affaire Tournesol, ou bien en arborant des tenues de marins dans Le Trésor de Rackham le Rouge et Tintin au pays de l'or noir.

#### Bêtise et inculture
L'auteur de la série ne manque aucune occasion de railler la bêtise des deux détectives, comme le souligne Pierre Sterckx en évoquant une scène des Bijoux de la Castafiore. Arrivés au château de Moulinsart après la disparition des bijoux, ils sont interrogés par le capitaine Haddock qui leur adresse : « Est-ce que par hasard, vous n'auriez pas fait votre service militaire aux carabiniers d'Offenbach ? ». Les Dupondt ne saisissent pas la référence aux carabiniers toujours en retard des Brigands, l'opéra bouffe de Jacques Offenbach, et lui répondent : « Aux carabiniers ? Non, au génie. » Pour Pierre Sterckx, cette chute est d'autant plus drôle que le génie n'appartient en aucune façon au caractère des deux policiers. De même, dans Le Temple du Soleil, ils comprennent dans l'expression « mettre le bateau en quarantaine » qu'il s'agit de l'anniversaire du capitaine, puis dans On a marché sur la Lune, ils pensent à une attraction foraine quand Haddock leur parle de cirque lunaire.
Le héros de la série lui-même les tourne en dérision. Dans la scène finale du Sceptre d'Ottokar, Tintin brise le quatrième mur en adressant un clin d'œil au lecteur, comme pour le rendre témoin de la bêtise des Dupondt, qui s'apprêtent à tomber à l'eau.
Pierre Sterckx considère que les Dupondt sont incapables d'identifier les signes, ce qui ne fait que renforcer leur bêtise. Ainsi dans Tintin au pays de l'or noir, égarés dans le désert à bord de leur Jeep, ils découvrent des traces de pneus en nombre croissant sans se rendre compte qu'il s'agit des leurs. Ils interprètent ces traces comme le signe d'une piste très fréquentée, et même le bidon d'essence qu'ils finissent par trouver ne suffit pas à les alerter : Dupont constate qu'ils ont perdu le leur, sans comprendre qu'il s'agit du même bidon puisqu'ils sont seuls à tourner en rond dans ces immensités.

### Le dérèglement du langage
Les Dupondt se distinguent des autres personnages par le perpétuel dérèglement du langage qui les caractérise. Selon Pierre Sterckx, les deux détectives « incarnent une blessure du langage ». Ils accumulent les dyslexies et autres lapsus, de même que les répétitions, le plus souvent introduites par leur expression fétiche, « Je dirais même plus », qui apparaît 61 fois. Ce phénomène, plutôt limité dans les premiers albums, s'amplifie au cours de la série et culmine dans Les Bijoux de la Castafiore, au contact de la célèbre cantatrice. Dans cet album, onze lapsus sont recensés pour Dupond et sept pour Dupont, quand leur nombre est compris entre un et quatre dans les aventures précédentes. Cyril Mozgovine y voit le signe d'une « contagion », dans la mesure où la Castafiore est, elle aussi, sujette au dérèglement du langage, en particulier dans sa manière d'écorcher systématiquement le nom du capitaine Haddock.
Professeur à l'Université de Strasbourg, Jean-Paul Meyer a consacré une étude aux lapsus des Dupondt, dont il dénombre 49 occurrences dans la série. S'il étudie plus particulièrement ce type de dérèglement, il note que les erreurs de langage des deux détectives relèvent également de paronymes (« Tintin a beau dire, ça me semble peu croyable, cette affaire d'armistice », avec l'emploi d'armistice au lieu d'amnésie dans Le Sceptre d'Ottokar), de kakemphatons (« Ce fétiche arumbaya n’a aucune valeur… euh… aucune valeur intrinsecte » dans L'Oreille cassée), ou encore de simples hésitations (« Nous avons fait comme Christophe Colomb… euh… non, comme Samothrace… enfin, un type de cette époque… » dans L'Île Noire). Les Dupondt pratiquent également le non-sens et tendent à personnifier les objets, comme le sceptre qu'ils promettent de rapporter « pieds et poings liés » au roi Muskar XII, ou bien les bijoux qu'ils promettent de rapporter « morts ou vifs » à la Castafiore.
Les erreurs de langage des deux détectives renforcent parfois le comique d'une situation. À titre d'exemple, dans Le Sceptre d'Ottokar, Dupond qui salue pour la première fois le roi Muskar XII, s'exclame : « Majesté, votre sire est bien bonne… », ce qui est d'autant plus cocasse qu'à la vignette précédente, les deux détectives ont glissé puis chuté sur le sol bien ciré du château.
Dans son analyse des Les Bijoux de la Castafiore, le philosophe Raphaël Enthoven considère que le dérèglement du langage contribue à la désarticulation du temps et donc au chaos qui règne dans le récit, en particulier à travers les répétitions dont il identifie trois formes. Il rapproche notamment l'expression « Je dirais même plus… » des Dupondt du psittacisme de Coco, le perroquet offert par la cantatrice au capitaine : « Entre la cantatrice qui augmente ce qu'elle redit, le perroquet qui répète à contretemps et les détectives qui croient ajouter quelque chose en redisant ce qui est, la boucle du temps est définitivement disloquée ».

### Le faux
« Quoi qu'ils disent, quoi qu'ils fassent, les Dupondt et leur précieux sens de l'absurde ont toujours tout faux. »

— Jacques Langlois, Les personnages de Tintin dans l'histoire.
En bons détectives, Dupond et Dupont cultivent l'art du soupçon. Mais, victimes de fausses apparences, ils multiplient les fausses pistes et finissent par accuser de faux coupables. Les deux détectives ne croient que ce qu'ils voient, et s'en tiennent toujours au constat de surface. Dans les premières aventures, tels des nouveaux Javert, ils n'ont de cesse de poursuivre Tintin qu'ils croient, à tort, coupable des pires forfaits,. Jean-Marie Apostolidès affirme que c'est l'explosion entre leurs mains de la bombe destinée à Tintin dans Le Sceptre d'Ottokar qui leur fait abandonner définitivement tout soupçon à son égard. Dans Les Bijoux de la Castafiore, ils soupçonnent tour à tour les Tziganes, Nestor, Irma et le professeur Tournesol du vol de l'émeraude. Quand Tintin la retrouve dans le nid d'une pie, leur constat est sans appel : « C'est bien notre chance ! Pour une fois que nous tenons des coupables, il faut qu'ils s'arrangent pour être innocents ! »
Le faux ne s'éloigne jamais des Dupondt. Dans Le Crabe aux pinces d'or, alors qu'ils enquêtent sur un trafic de fausse monnaie, ils payent leur consommation avec une fausse pièce qu'ils se sont fait refiler. Dans l'album suivant, Le Secret de La Licorne, ils passent leur temps à se faire voler leur portefeuille alors même qu'ils sont à la recherche du pickpocket. Dans Le Temple du Soleil, ils choisissent la radiesthésie pour retrouver la trace du professeur Tournesol, mais comme ils ne savent pas interpréter les indications du pendule, ils multiplient les fausses directions, croyant trouver le savant au sommet de la Tour Eiffel, dans une mine de charbon, au pied des pyramides d'Égypte ou encore sur la banquise.
Censés incarner l'ordre, les Dupondt sont en fait des « facteurs du désordre », qui arrêtent des innocents et laissent courir les vrais coupables.

### L'identité
Selon l'essayiste Jean-Marie Apostolidès, l'apparition des Dupondt rappelle la nécessité d'être semblable aux autres, leur écholalie chronique témoignant de leur « incapacité d'accéder à l'individualité ». Si leur gémellité n'est pas biologique, elle est le produit de « leur soumission et [de] leurs réactions identiques aux conventions sociales ». Leur patronyme, relativement commun, ne les distingue pas de la masse anonyme, d'autant plus que leur prénom est inconnu, mais comme le remarque Apostolidès, c'est justement parce qu'ils suivent la norme sans fléchir qu'ils en deviennent exceptionnels. La question de leur identité est donc centrale : ils sont parfois amenés à devoir la prouver, après s'être fait voler leurs papiers, ou bien ils cherchent à la camoufler pour opérer discrètement, mais en vain tant leurs déguisements sont improbables.
Les costumes folkloriques qu'ils emploient provoquent autant la risée de la population que celle du lecteur. Comme le souligne Jean-Marie Apostolidès, avec eux le masque « retrouve sa fonction première qui est de marquer et non de masquer ». Dans Tintin au pays de l'or noir, c'est leur identité physique qui est mise à mal, quand ils avalent comme de l'aspirine le produit utilisé pour frelater l'essence. Le produit agit immédiatement sur eux : « Voilà les deux robots humains métamorphosés en machines clownesques : des cheveux rouges et verts leurs poussent subitement en s'accompagnant de borborygmes sonores. Les Dupondt ne peuvent stopper ce processus, des poils gigantesques leurs sortent constamment du crâne, comme une monumentale diarrhée multicolore. […] C'est comme s'il leur sortait d'un coup, par le haut, tout ce qu'ils ont gardé enfermé pendant leur existence, toute leur saleté et leur désordre intérieur qu'ils s'efforçaient de retenir pour mieux contenir le désordre du monde ».

### La gémellité, le double
Pour le sémiologue Pierre Fresnault-Deruelle, l'apparition des Dupondt préfigure « ce dérèglement du système qui s'affirme sporadiquement dans la bande dessinée ». Il cite comme premier exemple du thème du développement des jumeaux la création des frères Halambique, dans Le Sceptre d'Ottokar, ainsi que le fétiche arumbaya et ses multiples reproductions dans L'Oreille cassée, mais également d'autres auteurs comme André Franquin dans La Mauvaise Tête, une histoire de Spirou et Fantasio.

Le drapeau de la Bordurie, représentant une moustache.

À mesure que la série des Aventures de Tintin progresse, la vie au château se fige peu à peu autour d'un cercle dont sont exclus les deux détectives. Pour autant, leur rôle et leur influence grandissent à partir de ce moment, au travers de ce que le philosophe Michel Serres a nommé le « devenir Dupondt » des albums et qui se traduit par la répétition caractéristique de leurs êtres dans les dernières aventures. L'écrivain Jan Baetens constate que c'est dans L'Affaire Tournesol que ce procédé apparaît. Si les similitudes sont nombreuses entre l'Union soviétique de Staline et la Bordurie, de nombreux signes renvoient cette dernière au modèle interne que représente la gémellité des Dupondt dans la série. Le critique souligne par exemple que le costume des agents bordures, qui sont autant de « parfaits robots à l'image de l'État totalitaire qui les emploie », n'est qu'une variante du « déguisement de l'agent secret en civil qui est aussi celui des Dupondt ». Leur présence transparaît également dans le grand nombre de couples d'agents introduits dans la série, mais plus encore dans le choix de la moustache comme symbole par excellence du pouvoir totalitaire du chef Plekszy-Gladz. Hergé truffe ainsi le lexique bordure de nombreux accents circonflexes dont la forme rappelle celle de ses moustaches, comme dans le nom de la capitale « Szohôd ».
Enfin, Jan Baetens considère que la reproduction du modèle des Dupondt culmine dans la représentation de Kronick et Himmerszeck, les deux agents chargés de surveiller Tintin et le capitaine Haddock après leur arrivée en Bordurie. Tout d'abord, leur nom évoque l'un des traits les plus significatifs de la personnalité des Dupondt, à savoir la répétition : si Kronick évoque le « malade chronique », Himmerszeck est une transposition phonétique du flamand immer ziek qui signifie « toujours malade ». Ce trait paraît d'autant plus renforcé que ces deux personnages sont d'emblée présentés à Tintin comme des interprètes, comme si leur parole ne devait que redoubler celle de leurs interlocuteurs. Par ailleurs, alors que les deux agents sont enivrés du champagne que leur ont fait boire Tintin et le capitaine en vue de leur soutirer le nom de la prison où est retenu le professeur Tournesol, leur façon de s'exprimer rassemble de nombreux signes du « style Dupondt » : redites, lapsus et aveu involontaire.

## Interprétations

### Cinéma et télévision
Dans la série d'animation Les Aventures de Tintin, d'après Hergé, réalisée par Ray Goossens et produite par Belvision entre 1959 et 1964, c'est l'acteur Hubert Deschamps qui prête sa voix aux Dupondt, à l'exception de l'épisode Objectif Lune, dans lequel Dupond est joué par Jean Bellanger , et du téléfilm L'Affaire Tournesol, dernier épisode de la série, en 1964, dans lequel les détectives sont interprétés par Jacques Marin.
Dans les films d'animation Tintin et le Temple du Soleil, en 1969, et Tintin et le Lac aux requins en 1972, Guy Piérauld prête sa voix à Dupond, et Paul Rieger à celle de Dupont,. En 1991, une nouvelle série animée est produite en collaboration par le studio français Ellipse et la société d'animation canadienne Nelvana. Jean-Pierre Moulin interprète Dupond, tandis que Dupont est joué par Yves Barsacq.
Au cinéma, les frères Gamonal incarnent les deux détectives dans Tintin et le Mystère de la Toison d'or en 1961, étant doublés en français par Jacques Dufilho, puis c'est Franky François et André Marie qui jouent respectivement Dupond et Dupont dans Tintin et les Oranges bleues, en 1964. En 2011, dans le film Les Aventures de Tintin : Le Secret de La Licorne, réalisé en capture de mouvement 3D par Steven Spielberg, Dupond est interprété par Simon Pegg et doublé en français par Pierre Laurent, tandis que Nick Frost prête sa voix à Dupont dans la version originale, doublé par Guillaume Lebon en français.

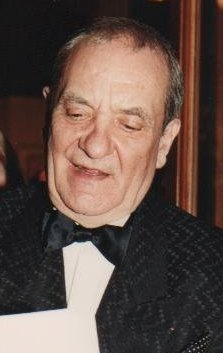
Jean Carmet.
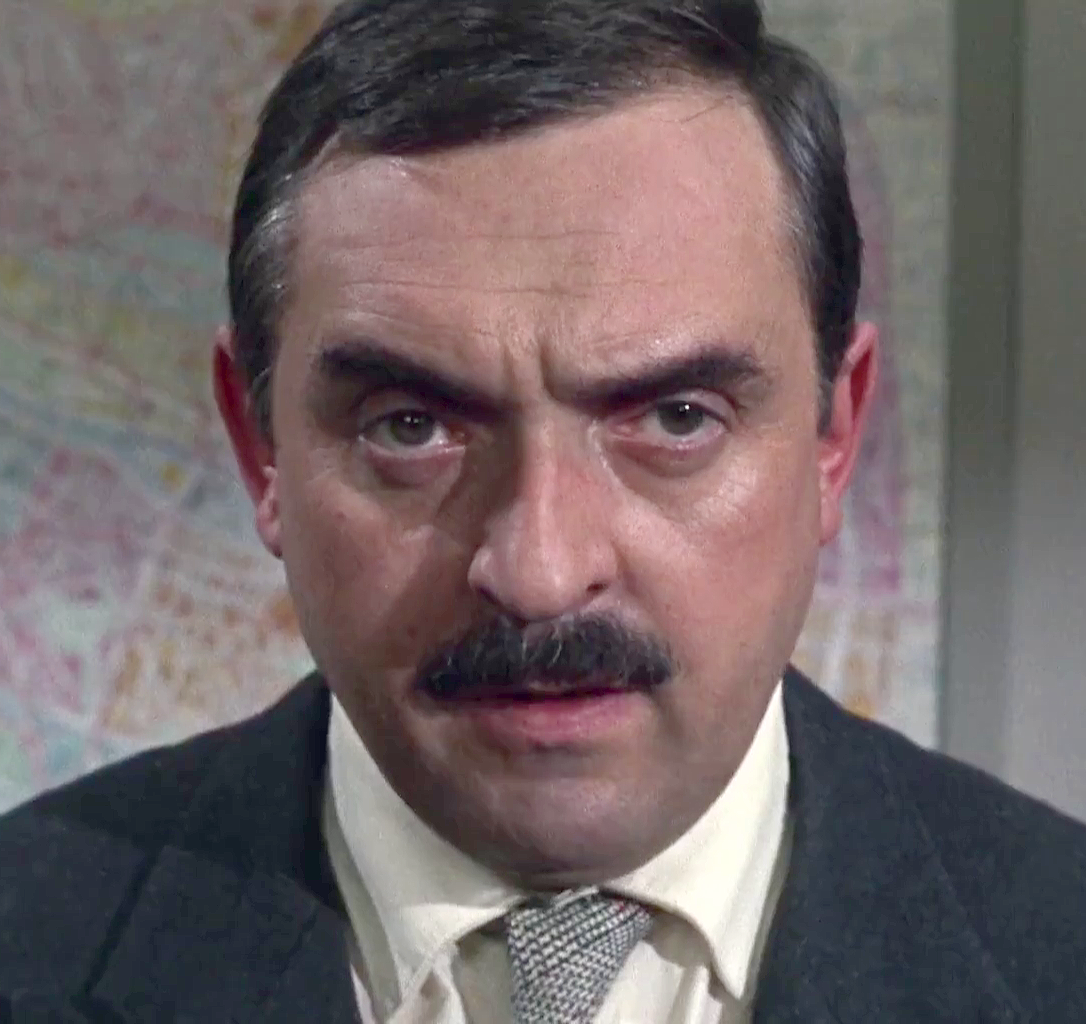
Jacques Marin.
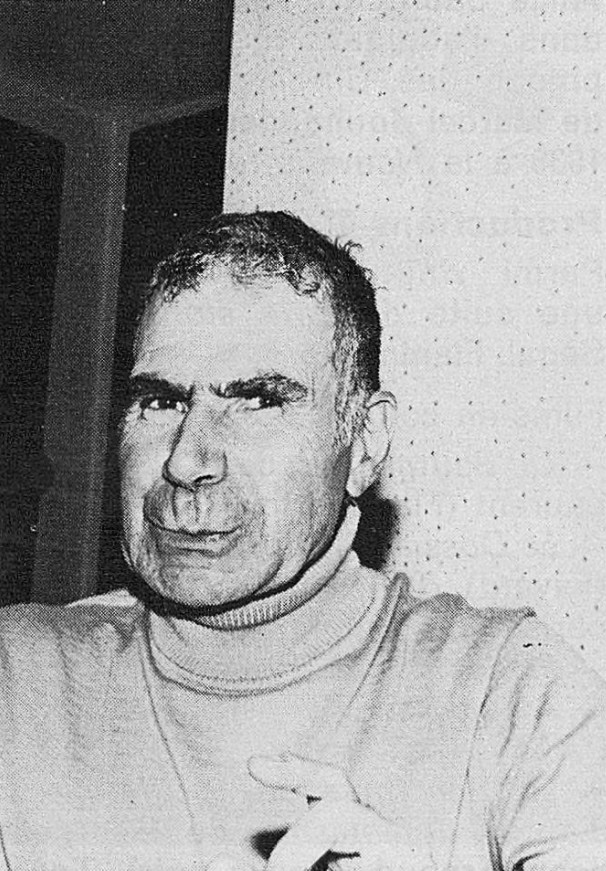
Jacques Dufilho.
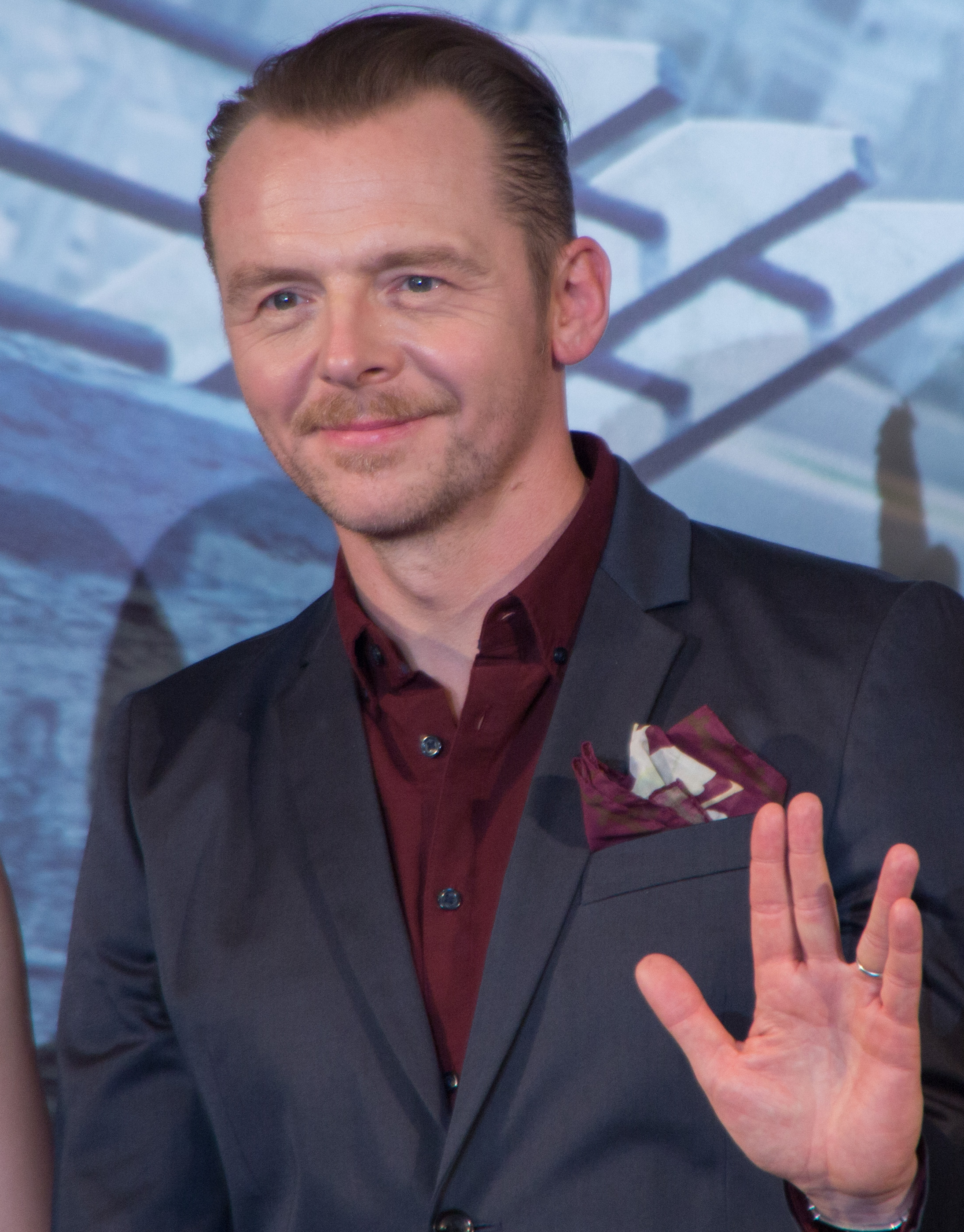
Simon Pegg.
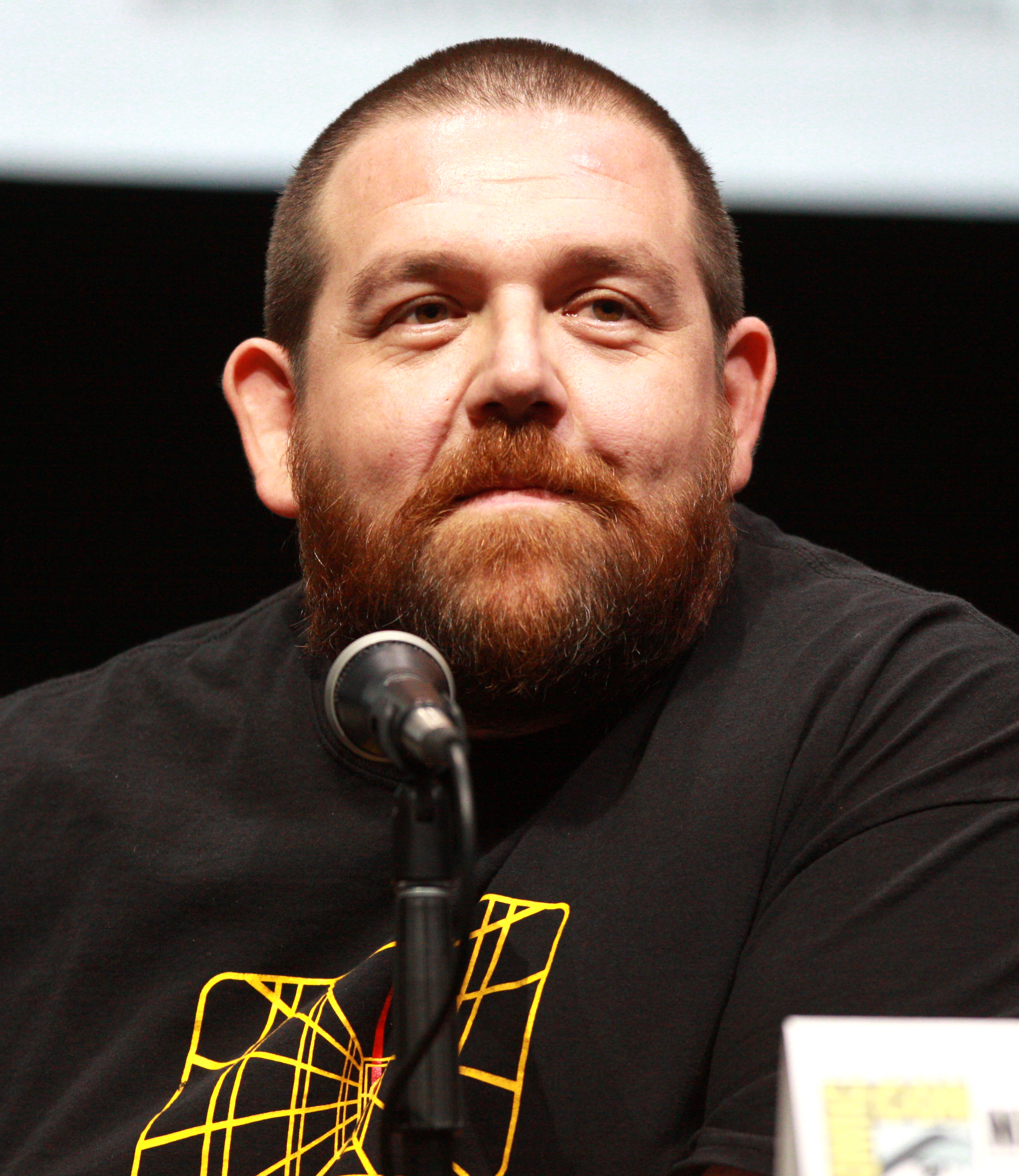
Nick Frost.

### Radio
Durant les années 50, la firme Decca enregistra plusieurs disques, dans lesquels les Dupondt furent d'abord interprétés par le comédien belge Georges Aubrey, puis par André Philip. Entre 1959 et 1963, la radiodiffusion-télévision française présente un feuilleton radiophonique des Aventures de Tintin de près de 500 épisodes, produit par Nicole Strauss et Jacques Langeais et proposé à l'écoute sur la station France II-Régional. Réalisée par René Wilmet, sur une musique d'André Popp, cette adaptation fait intervenir d'abord Jean Carmet et Jean Bellanger (avec en alternance Henri Virlogeux et Teddy Bilis, puis Roger Carel et Gaëtan Jor dans le rôle des Dupondt.
En 2020, plusieurs albums sont repris dans une nouvelle adaptation radiophonique diffusée par France Culture, en coproduction avec la Comédie-Française et la société Moulinsart. L'adaptation est signée par Katell Guillou et réalisée par Benjamin Abitan sur une musique d'Olivier Daviaud, orchestrée par Didier Benetti pour l'Orchestre national de France. Le personnage de Dupond est interprété par Christian Hecq, tandis que Serge Bagdassarian joue Dupont.

### Théâtre et comédie musicale
Dans la pièce de théâtre Le Mystère du diamant bleu, coécrite par Hergé et Jacques Van Melkebeke et jouée en 1941 au Théâtre des Galeries, les deux détectives sont renommés Durand et Durant, le premier incarné par Mickey, le second par Marcel André. En 2001, une adaptation théâtral des Bijoux de la Castafiore est proposée par la compagnie Am Stram Gram de Genève. Mise en scène par Dominique Catton et Christiane Suter, il s'agit de la première adaptation théâtrale d'une aventure de Tintin, rassemblant une vingtaine de comédiens. Dupond y est incarné par Claude Thébert, et Dupont par Jean-Marc Morel,.
Enfin, dans la comédie musicale Tintin : Le Temple du Soleil, dont le texte en français est écrit par Didier van Cauwelaert, Franck Vincent prête sa voix à Dupond, et François Langlois à celle de Dupont,.

## Les Dupondt dans la culture

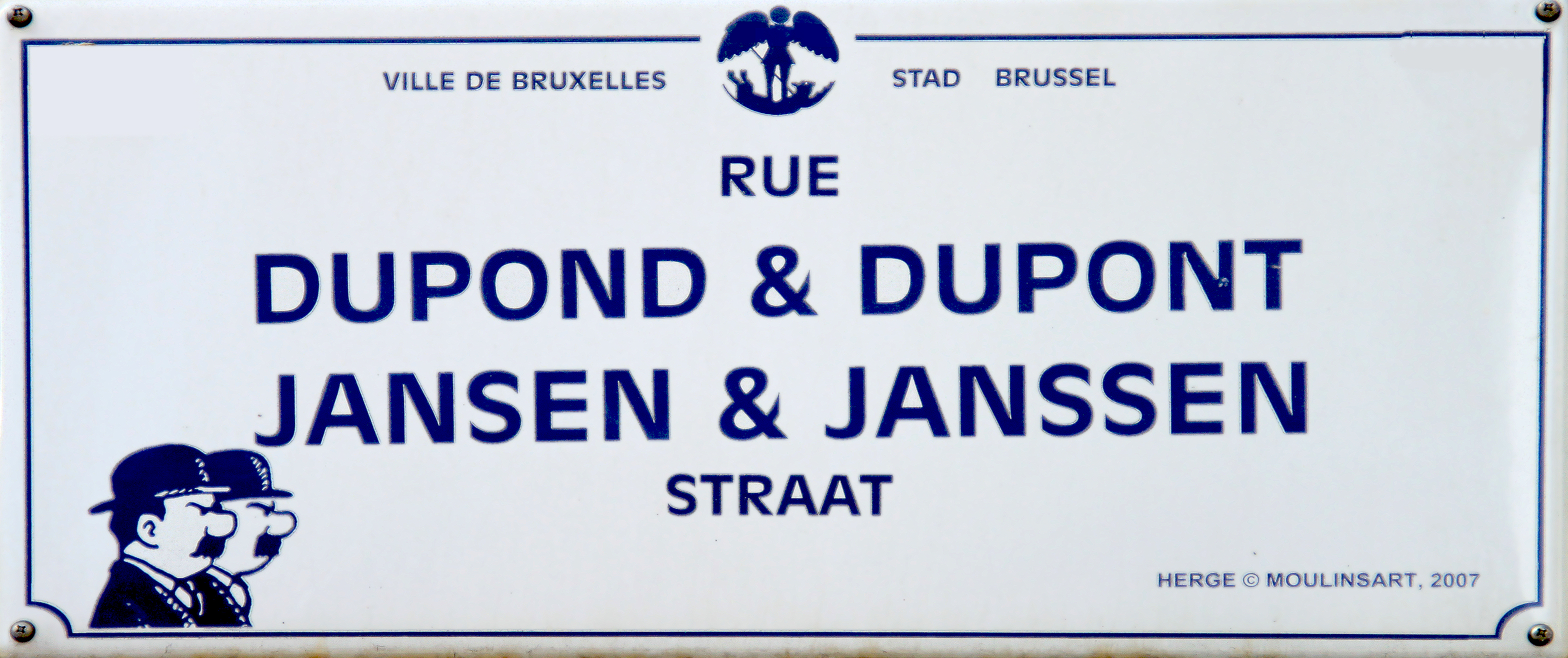
La plaque de rue Dupond et Dupont à Bruxelles (rue du Marché au Charbon Kolenmarkt).

En dehors des Aventures de Tintin, les Dupondt vivent leurs propres aventures dans Dupont et Dupond détectives, un feuilleton écrit par Paul Kinnet et illustré par Hergé, publié dans le quotidien belge Le Soir en 1943. Ils sont également les protagonistes d'un pastiche réalisé par Bob de Moor sous la forme d'une courte bande dessinée de deux planches, intitulé Les Gorilles de la Vedette et publié en 1985 dans le magazine Super Tintin.
Parmi les références à la culture belge glissées par René Goscinny et Albert Uderzo dans Astérix chez les Belges, publié en 1979, les Dupondt font une brève apparition dans la dernière case de la 27e planche. Ils y annoncent l'arrivée de Jules César selon leur mode d'expression caractéristique : « Jules César est arrivé en Belgique. ― Je dirais même plus : Cules Jésar est arrivé en Gelbique. » La forme et le lettrage de la bulle reprennent ceux adoptés par Hergé,.
Les deux détectives sont également parodiés dans l'album Jesse James, 52e histoire de la série Lucky Luke, sous les traits de deux policiers-détectives de l'agence Pinkerton, nommés Cosmo Smith et Fletcher Jones. Maladroits et naïfs, ils portent eux aussi la moustache, des costumes sombres et des chapeaux melons. Tout comme les Dupondt, leurs patronymes sont assez communs, et leur manque de discrétion contredit leur formule « Le secret est la base de notre métier », qui rappelle le fameux « motus et bouche cousue » des Dupondt. Ces deux personnages réapparaissent aux côtés de leur patron Allan Pinkerton dans l'album Lucky Luke contre Pinkerton, faisant cette fois preuve d'efficacité.
La ville de Bruxelles rend elle aussi hommage aux deux détectives créés par Hergé. Entre 2006 et 2007, l'échevin du tourisme Philippe Decloux inaugure des plaques de rues nommées selon un personnage ou une série de bande dessinée et qui viennent doubler les plaques officielles. Parmi elles, la rue du Marché au Charbon porte également le nom de « rue Dupond & Dupont »,. Par ailleurs, une fresque monumentale installée à l'entrée principale de la gare de Bruxelles-Luxembourg, inaugurée en 2009, met en scène les Dupondt, de même que les personnages de Quick et Flupke, une autre série d'Hergé.